# Megaromania
Megaromania, es una banda Japonesa de Power Metal y Metal sinfónico, de estilo Visual Kei. Formada en marzo del 2008 por Sui (ex-Metis Gretel) y Misery (ex-Metis Gretel) Bajo el sello de la compañía Under Code Production.

## Historia
Formados en marzo de 2008. Cabe mencionar que la banda tiene a exmiembros de bandas como Metis Gretel, Homura, STELLA… y hAN-NyA, el 1 de abril firmaron contrato con el tan conocida label Under Code Production que está a cargo de Kisaki; exbajista de la banda Phantasmagoria y actual bajista de la banda LIN ~The End Of Corruption World~.
La banda fue ideada por los dos exmiembros de la banda METIS GRETEL: Sui y Misery, quienes son el vocalista y guitarrista respectivamente.
El concepto de la banda se basa en la 「Estética creativa」「創造の美学」, en lo que a sonido se refiere tiene un pequeño parecido a METIS GRETEL, no del todo claro pues mientras la anterior banda tenía un elemento de metal gótico, Megaromania tiene un toque más sinfónico y menos agresivo;así que después de todo ellos tienen su propio estilo único y original.
Su debut en la escena musical se dio con 3 single lanzados simultáneamente que fueron "美醜の果実 (Bishuu no kajitsu)", " God of Megaromania-純血ノ刻印- (Junketsu no kokuin)" y "Angelical Jewelry", fueron lanzados el 28 de mayo del 2008.
Poco tiempo después, Megaromania nos sorprende con un rápido lanzamiento de un Miniálbum llamado "Birth of an「Idea」" que constaba de dos versiones diferentes; una con un Bonus track y la otra con su primer video promocional "God of Megaromania-純血ノ刻印- (Junketsu no kokuin)", el 9 de julio del 2008.
Rápidamente lanzan un nuevo sencillo llamado " Transparent Shine" el 19 de noviembre del 2008, con la canción del mismo nombre la cual fue compuesta por KISAKI, exmiembro de Phantasmagoria y dueño del sello donde se encuentra Megaromania: UNDERCODE PRODUCTION.
Poco tiempo después deleitan al público con su Sencillo "APOCALYPSE" el 1 de abril del 2009; este sencillo fue de gran ayuda para la banda pues la canción APOCALYPSE es la más popular hasta el momento y fue un gran hit entre los amantes del J-Rock.
Tras su primer año de actividad, Megaromania lanza de nuevo 3 singles simultáneamente los cuales fueron "Holy", "Evil" y "Deus" el 15 de julio del 2009.
Rápidamente Sacan su primer Full-Album llamado "Prophetic Faction-the Universe-" que contiene el segundo video promocinal de su anterior canción "APOCALYPSE" el 11 de noviembre del 2009.
Unos meses más tarde se lanza un álbum de recopilación de varias canciones de la banda más un Bonus Track llamado "OBLIVIOUS" que sui describió como la mejor canción de Megaromania hasta el momento, OBLIVIOUS también es el nombre del álbum, el 10 de marzo del 2010; al mismo tiempo se anuncia la salida del miembro baterista de la banda: LEDA, por diferencias musicales, siendo el tour que daban en ese momento el último con la formación original.
El 4 de agosto del 2010 se lanza su nuevo sencillo "AURORA-destinies of world-" con su tercer video promocional del mismo nombre, este sencillo fue hecho con la colaboración de su baterista de soporte Majyu; baterista de la banda E'm~grief~ que pertenece al mismo sello que Megaromania.
Para el 23 de marzo del 2011 lanzan su nuevo Sencillo ""Oath -cross of eternity-" además de que ya cuentan con nuevo integrante baterista que resultó ser su segundo baterista de soporte: Yushi. Este single contiene 2 canciones en vivo de la banda, lo cual es un gran avance pues son las primeras canciones en vivo que son lanzadas a la venta de Megaromania; además este single estuvo en el puesto de top de música japonesa "Oricon indies chart" en el puesto del quinto lugar.
Después de unos meses se anuncia su nuevo Miniálbum llamado "Quintessence voyage" que se vendió en 3 versiones diferentes: una con un DVD en vivo de 60 minutos, otra con su cuarto video promocional del mismo nombre y la tercera con un Bonus Track llamado "Bouquet". Cabe mencionar que este, su cuarto vídeo promocional "Quintessence Voyage" es el vídeo de Megaromania con más visitas en YouTube.
Tiempo después lanzan un nuevo sencillo llamado "Blessing Myth" el 21 de diciembre del 2011. Este sencillo fue una edición especial de Navidad y se presentó en dos formas: La versión "A" con la canción "Blessing Myth" y un DVD Live, mientras que la versión "B" tenía la canción "Blessing Myth" más un bonus track:"Black Temptation" 
El 14 de febrero; como la fecha lo indica, lanzaro su single conmemorativa al día de San Valentín llamado "Cynthia".
Finalmente y por último sacaron su segundo full album "Artistical Glint" presentado en 2 versiones: Versión "A" con 10 canciones más su quinto vídeo oficial "Cynthia", y la versión "B" con 10 canciones más un bonus track. Tras este lanzamiento también hicieron una gira que conmemoraba su cuarto aniversario. La banda hasta el momento sigue activa.
Megaromania se encuentra en la categoría de "Banda Indie".

## Miembros
- Sui – Vocalista/Líder（ex-METIS GRETEL）
  - Fecha de nacimiento: 24 de enero
  - Tipo de Sangre: Desconocido
  - Altura: 182 cm
  - Perfume Favorito: Anna Sui
  - Marca Favorita: TORNADO MART
  - Blog Oficial

- Misery - Guitarrista principal（ex-METIS GRETEL）
  - Fecha de nacimiento: 24 de abril
  - Tipo de Sangre: A
  - Altura: 179 cm
  - Perfume Favorito: Lion Heart, ENVY
  - Marca Favorita: Dior Cromado HEARTS
  - Blog Oficial

- Chikage – Guitarra（ex-STELLA...）
  - Fecha de nacimiento: 8 de enero
  - Tipo de Sangre: B
  - Blog Oficial

- Hyoga – Bajo（ex-焔)
  - Fecha de nacimiento: 10 de octubre
  - Tipo de Sangre: AB
  - Blog oficial

- Yushi – Batería
  - Fecha de nacimiento: 18 de febrero
  - Lugar de nacimiento: Sadogashima
  - Blog Oficial

- Leda – Batería (ex-hAN-NyA,Megaromania)
  - Fecha de nacimiento: 19 de noviembre
  - Tipo de Sangre: O
  - Exmiembro de la banda

## Discografía

### Álbumes y miniálbumes
- [2008.07.09] Birth of an「Idea」
- [2009.11.11] Prophetic Faction -the Universe-
- [2010.03.10] Oblivious
- [2012.03.16] The Birth of Creation
- [2012.04.25] Artistical Glint

### Maxi Singles
- [2008.05.28] Bishuu no kajitsu
- [2008.05.28] God of Megaromania -junketsu no kokuin-
- [2008.05.28] Angelical Jewelry
- [2008.11.19] Transparent Shine
- [2009.04.01] APOCALYPSE
- [2009.07.15] Deus
- [2009.07.15] Holy
- [2009.07.15] Evil
- [2011.12.21] Blessing Myth
- [2012.10.17] Propaganda
- [2012.12.12] Heaven's Novel

### Singles
- [2010.08.04] AURORA -destinies of world-
- [2011.09.24] Kousoukyouku -Variant Jihad-
- [2012.02.14] Cynthia

- Datos: Q4043916